# Aegires gardineri
Aegires gardineri är en snäckart som först beskrevs av John Nevill Eliot 1906.  Aegires gardineri ingår i släktet Aegires och familjen Aegiridae. Inga underarter finns listade i Catalogue of Life.

## Bildgalleri

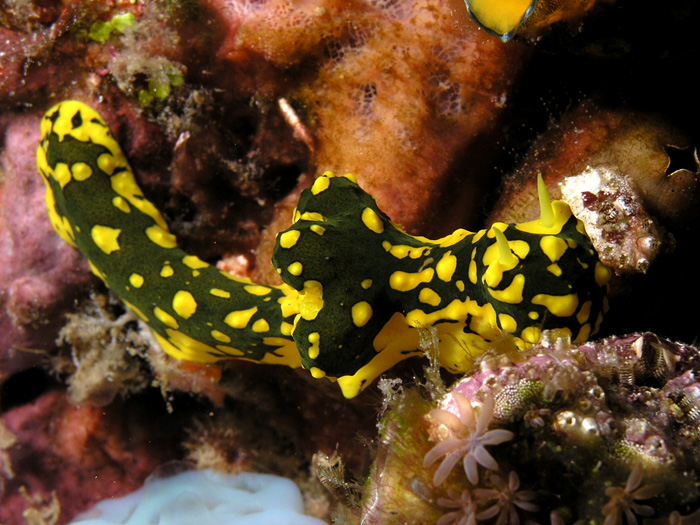